# Calloconophora cetacea
Calloconophora cetacea är en insektsart som beskrevs av Dietrich. Calloconophora cetacea ingår i släktet Calloconophora och familjen hornstritar. Inga underarter finns listade i Catalogue of Life.